# Aitrang

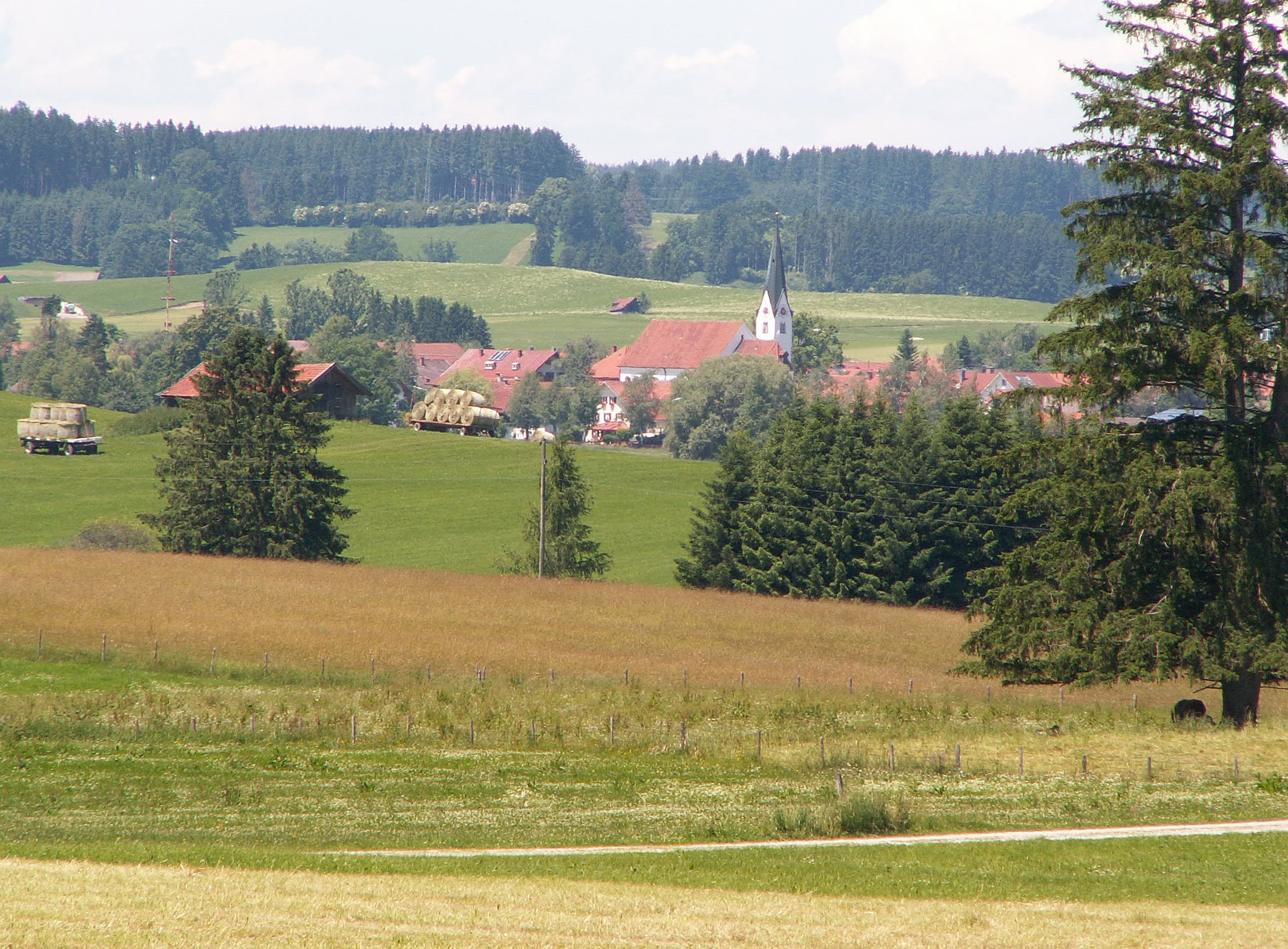
Aitrang im Ostallgäu

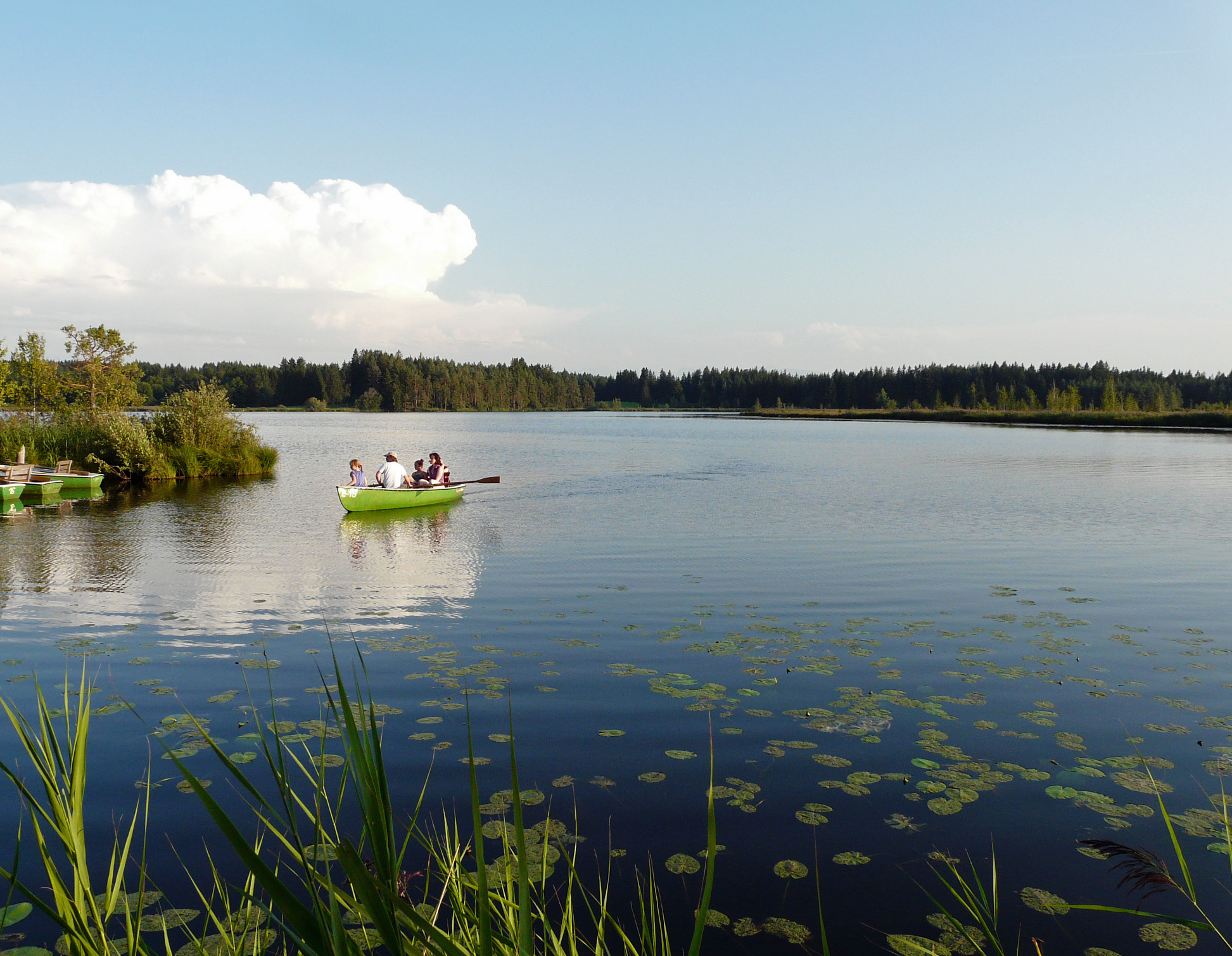
Elbsee bei Aitrang

Aitrang ist eine Gemeinde im schwäbischen Landkreis Ostallgäu und Mitglied der Verwaltungsgemeinschaft Biessenhofen.

## Geografie
Die Gemeinde liegt in der Region Allgäu (Bayerisch-Schwaben) zwischen Kaufbeuren (10 km entfernt) und Kempten (in 20 km Entfernung) auf einer Höhe von ca. 740 bis knapp 900 m ü. NHN.
Es gibt die Gemarkungen Aitrang, Huttenwang und Wenglingen. Auf dem Gemeindegebiet befindet sich der Elbsee.
Es gibt 19 Gemeindeteile (Ehemalige Gemeinden: Hauptorte mit ihren Gemeindeteilen):
- Aitrang mit Binnings, Görwangs, Hörrmann, Krähberg, Moser, Münzenried, Sankt Alban, Sommer und Steigeleböck
- Huttenwang mit Böck, Jackel, Neuenried, Umwangs und Wolfholz
- Wenglingen mit Lohbauer und Unger

Die Einöden Becherer, Forster, Glöckler und Hartmann sind keine amtlich benannten Gemeindeteile.

## Geschichte

### Bis zur Gemeindegründung
Aitrang ist eine der ältesten Siedlungen der Gegend und aus Aitrachwang entstanden. Flurnamen wie Im Grubach, Krumstrang und Krumstrangäcker, sowie Spuren frühgeschichtlichen Ackerbaus lassen auf eine keltische Besiedlung schließen. In einer Schenkungsurkunde des Frankenkönigs Pippin des Kurzen (741–768) ist der Ort erwähnt. Der Ort war Reichsvogtei des Klosters St. Mang (Füssen), das seit 1227 die Niedergerichtsbarkeit innehatte. Die Reichsvogtei wurde mehrmals verpfändet und zuletzt vom Fürststift Kempten 1524 erworben. 1632, im Dreißigjährigen Krieg, litt Aitrang durch Plünderungen nach dem Einfall der Schweden, 1633/1634 fielen die in kaiserlichen Diensten stehenden Kroaten in Aitrang ein. 1648 besetzten die mit den Schweden verbündeten Franzosen und im gleichen Jahre nahm ein ganzes ungarisches Regiment den Ort ein. Eine große Brandkatastrophe im Jahre 1797 vernichtete über 40 Wohnhäuser und zahlreiche Stadel. Vor 1803 überschnitten sich in dem Ort die Rechte des Klosters St. Mang sowie die des Fürststiftes Kempten. Im Reichsdeputationshauptschluss 1803 fiel der Ort an die Fürsten Oettingen-Wallerstein. Mit der Rheinbundakte 1806 kam er zum Königreich Bayern. Im Zuge der Verwaltungsreformen in Bayern entstand mit dem Gemeindeedikt von 1818 die Gemeinde.

### Zugunglück von Aitrang
Auf der Fahrt von München nach Zürich durchfuhr am 9. Februar 1971 der TEE 56 „Bavaria“, ein Dieseltriebzug RAm der SBB, hinter dem Bahnhof Aitrang eine Rechtskurve mit 130 km/h, obwohl diese nur für 80 km/h zugelassen war. Der Zug entgleiste, zerstörte das Gegengleis und einige Wagen stürzten eine Böschung hinab. Kurze Zeit nach dem Unfall fuhr ein aus der Gegenrichtung kommender Schienenbus in die Unfallstelle. Bei dem Unglück kamen 28 Personen ums Leben, 42 wurden verletzt. Die genaue Ursache der Katastrophe wurde nie ermittelt.

### Eingemeindungen
Anlässlich der Gemeindegebietsreform wurde am 1. Mai 1978 die Gemeinde Huttenwang mit den Weilern Neuenried, Umwangs und Wolfholz nach Aitrang eingemeindet. Am 1. Januar 1982 wurde der Weiler Wenglingen mit den Einöden Lohbauer und Unger (vorher in der Gemeinde Ruderatshofen) nach einer Volksabstimmung umgegliedert.

### Einwohnerentwicklung
Aitrang wuchs von 1988 bis 2008 um 245 Einwohner bzw. ca. 14 %. Zwischen 1988 und 2018 wuchs die Gemeinde von 1775 auf 2037 um 262 Einwohner bzw. um 14,8 %.
| Jahr      | 1961 | 1970 | 1987 | 1991 | 1995 | 2000 | 2005 | 2010 | 2015 | 2020 |
| Einwohner | 1697 | 1632 | 1757 | 1803 | 1880 | 1942 | 2046 | 1993 | 2033 | 2034 |

Angaben des Statistischen Landesamtes (1961 und 1970: Volkszählungsergebnisse)

## Religionen
Ein Großteil der Einwohner der Gemeinde ist katholisch, eine Minderheit evangelisch. Die Kirche St. Ulrich ist die einzige Kirche in Aitrang. Außerdem gibt es die Kirche St. Johannes in Huttenwang. In Wenglingen, das kirchlich zu Apfeltrang gehört, gibt es die Rosinakapelle. In Görwangs steht die Wallfahrtskirche St. Alban.

## Politik

### Bürgermeister
- 1782 Gemeindeführer Johann Georg Haggenmüller
- 1810–1833 Ortsvorsteher Philipp Hannes (* ca. 1770)
- 1833–1855 Ortsvorsteher Johann Martin Eichele (1789–1875)
- 1855–1888 Bürgermeister Jakob Blenk (1825–1902)
- 1900 Erster Bürgermeister Josef Abletshauser
- 1929 Erster Bürgermeister Franz Xaver Abletshauser (1897–1971)
- Erster Bürgermeister Karl Barromäus Trunsperger (1913–1968)
- Erster Bürgermeister Anton Bräckle (1903–1980)
- 1972–1978 Erster Bürgermeister Alois Huber (1921–2007)
- 1978–1990 Erster Bürgermeister Ulrich Schindele (1928–2009)
- 1990–2002 Erster Bürgermeister Hans Bischof (Wählergemeinschaft)
- 2002–2020 Erster Bürgermeister Jürgen Schweikart (Wählergemeinschaft Eintracht)

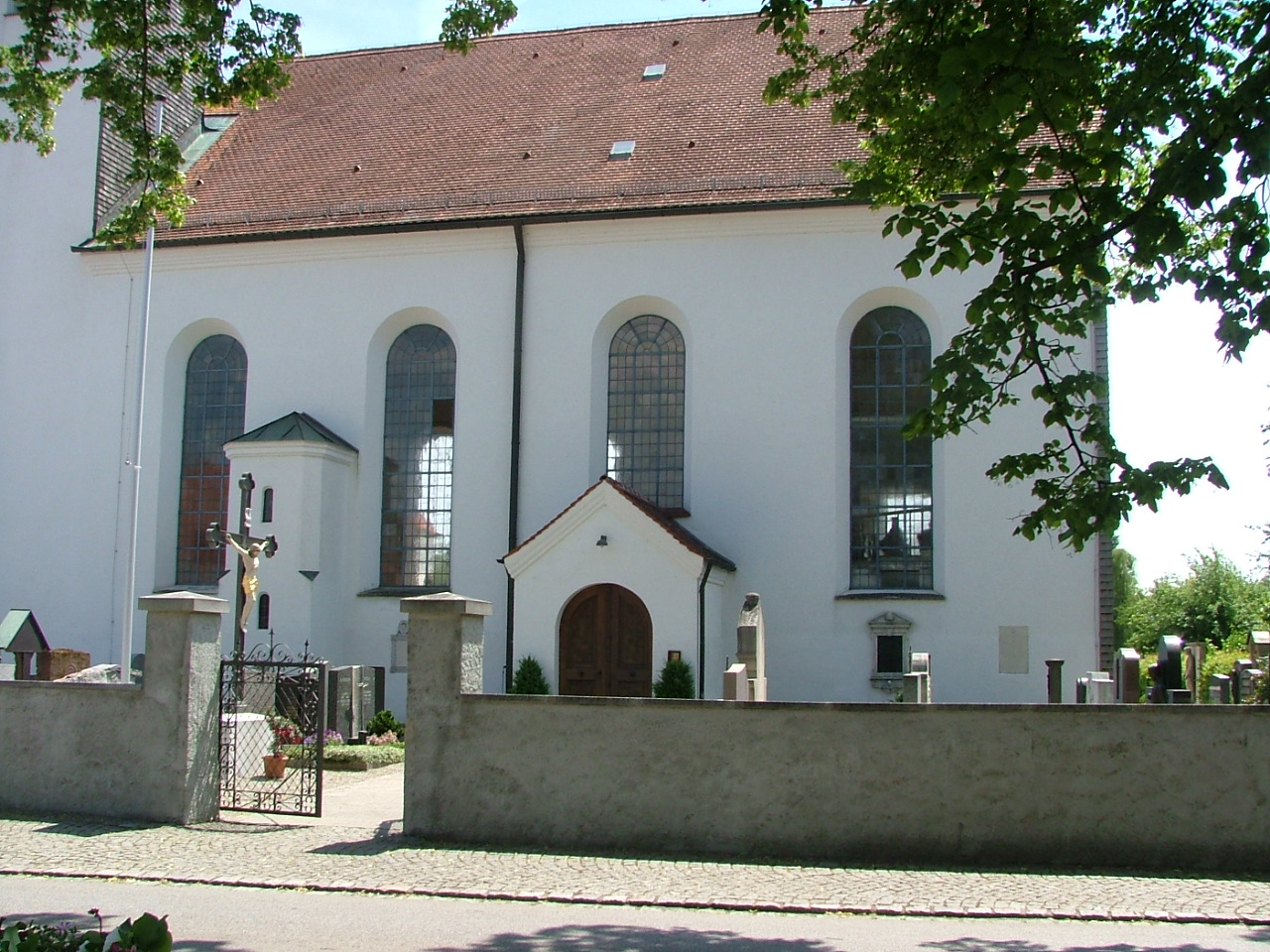
Pfarrkirche St. Ulrich

- 2020 Erster Bürgermeister Michael Hailand (Wählergemeinschaft Aitrang)

### Gemeinderat
Der Gemeinderat hat nach der Wahl im März 2020 diese Sitzverteilung:
- WG Aitrang: 7
- WG Vielfalt: 4
- DG Huttenwang: 3

## Baudenkmäler

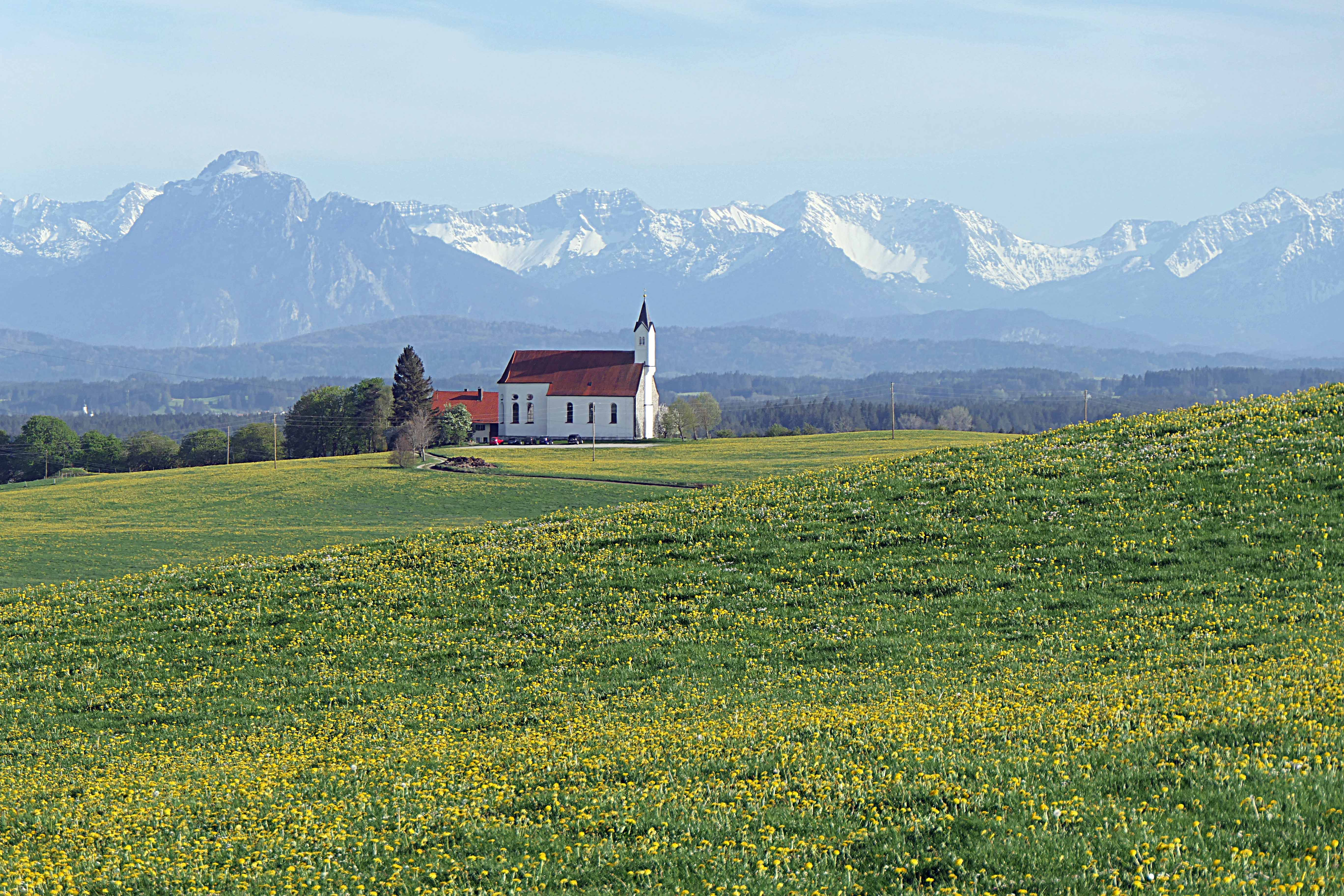
Wallfahrtskirche St. Alban bei Görwangs

### Wappen und Flagge
| Wappen von Aitrang | Blasonierung: „Gespalten; vorne geteilt von Rot und Blau, hinten in Silber ein roter Abtstab, beseitet von zwei gegeneinander gebogenen blauen Bogenfelgen.“ |
| Wappen von Aitrang | Wappenbegründung: Das Wappen begründet sich auf ein altes Ortszeichen, das zur Regierungszeit des Kemptemer Fürstabts Sebastian von Breitenstein dem Ort verliehen wurde. Er hatte die Reichsvogtei Aitrang im Jahre 1525 erworben. Das Wappen wurde 1983 genehmigt. Die gleichzeitig genehmigte Flagge ist blau-weiß-rot. |

## Naturdenkmäler
Südöstlich von Aitrang befindet sich eine von Ost nach West erstreckende Reihe von Moränenhügeln, ca. 4700 m × 300 m groß, die eine reizvolle und auffällige Morphologie bilden.

## Wirtschaft und Infrastruktur

### Wirtschaft einschließlich Land- und Forstwirtschaft
Es gab im Jahr 2021 nach der amtlichen Statistik im produzierenden Gewerbe 208 und im Bereich Handel und Verkehr 62 sozialversicherungspflichtig Beschäftigte am Arbeitsort. In sonstigen Wirtschaftsbereichen waren am Arbeitsort 67 Personen sozialversicherungspflichtig beschäftigt. Sozialversicherungspflichtig Beschäftigte am Wohnort gab es 852. Im verarbeitenden Gewerbe gab es keine, im Bauhauptgewerbe acht Betriebe. Zudem bestanden im Jahr 2020 54 landwirtschaftliche Betriebe mit einer landwirtschaftlich genutzten Fläche von 2037 ha, im Wesentlichen Dauergrünfläche.

### Bahnhof
Aitrang liegt an der Bahnstrecke Buchloe–Lindau, wo bis 1985 der Bahnhof Aitrang im Personenverkehr bedient wurde. Eine Wiederaufnahme des Personenverkehrs ist in Diskussion.

### Bildung
2022 gab es folgende Einrichtungen:
- 1 Kindergarten: 108 Kindergartenplätze mit 75 Kindern
- 1 Volksschule: neun Lehrkräfte und 153 Schülerinnen und Schüler

### Wasserversorgung
Der Hauptort wird über den 2010 errichteten Brunnen Heiligenwald südlich von Krähberg versorgt. Das Wasserschutzgebiet umfasst ca. 244 ha. Die frühere Versorgungsanlage Schellerweide südwestlich des Hauptortes dient zur Notversorgung. 
Daneben gibt es die eigenständigen Wasserversorgungen Binnings-Görwangs, Huttenwang, Krähberg, Münzenried, Neuenried und Wenglingen-Umwangs.

## Persönlichkeiten
Folgende Persönlichkeiten wurden in Aitrang geboren oder wirkten hier:
- Balthasar Freiwiß (1713–1783), Orgelbauer
- Franz Thoma (1746–1817), Orgelbauer
- Georg Schreyögg (1870–1934), Bildhauer
- Wolfgang Einsiedler (1945–2019), deutscher Grundschuldidaktiker und Bildungsforscher und Hochschullehrer

## Belege
1. ↑  Gemeinden, Kreise und Regierungsbezirke in Bayern, Einwohnerzahlen am 31. Dezember 2023; Basis Zensus 2022 (Hilfe dazu)
2. ↑  Gemeinde Aitrang in der Ortsdatenbank der Bayerischen Landesbibliothek Online. Bayerische Staatsbibliothek, abgerufen am 17. August 2019.
3. 1 2  Michaela Hutter u. a.: Gemeinde Aitrang. In: Landratsamt Ostallgäu (Hrsg.): Ostallgäu – ein Landkreis stelt sich vor. Holdens Druck- und Verlags-GmbH, Füssen 1989, S. 139.
4. 1 2  Statistisches Bundesamt (Hrsg.): Historisches Gemeindeverzeichnis für die Bundesrepublik Deutschland. Namens-, Grenz- und Schlüsselnummernänderungen bei Gemeinden, Kreisen und Regierungsbezirken vom 27.5.1970 bis 31.12.1982. W. Kohlhammer, Stuttgart / Mainz 1983, ISBN 3-17-003263-1, S. 779 und 815 (Statistische Bibliothek des Bundes und der Länder [PDF; 41,1 MB]).
5. ↑  https://www.aitrang.de/aitrang/gemeindekanzlei/gemeinderat/index.php
6. ↑  Wappen von Aitrang in der Datenbank des Hauses der Bayerischen Geschichte
7. ↑  Eintrag zu Aitrang auf der Seite kommunalflaggen.eu
8. ↑  Datenquelle: Bayerisches Landesamt für Umwelt, www.lfu.bayern.de, Geotoprecherche (abgerufen am 10. September 2019).
9. ↑  Felix Gattinger: Gemeinderat fordert: Züge sollen endlich wieder in Aitrang halten. In: Kreisbote. Kreisboten-Verlag Mühlfellner, 10. Juni 2020, abgerufen am 1. Februar 2022.
10. ↑  Felix Gattinger: Aitrang bemüht sich vergeblich um die Wiedereinführung eines Bahnhalts. In: Merkur.de. Münchener Zeitungs-Verlag, 30. Januar 2022, abgerufen am 1. Februar 2022.